# Campephilus magellanicus
Il picchio di Magellano (Campephilus magellanicus King, 1828) è un uccello della famiglia dei Picidi originario di Argentina e Cile.